# Східна півкуля

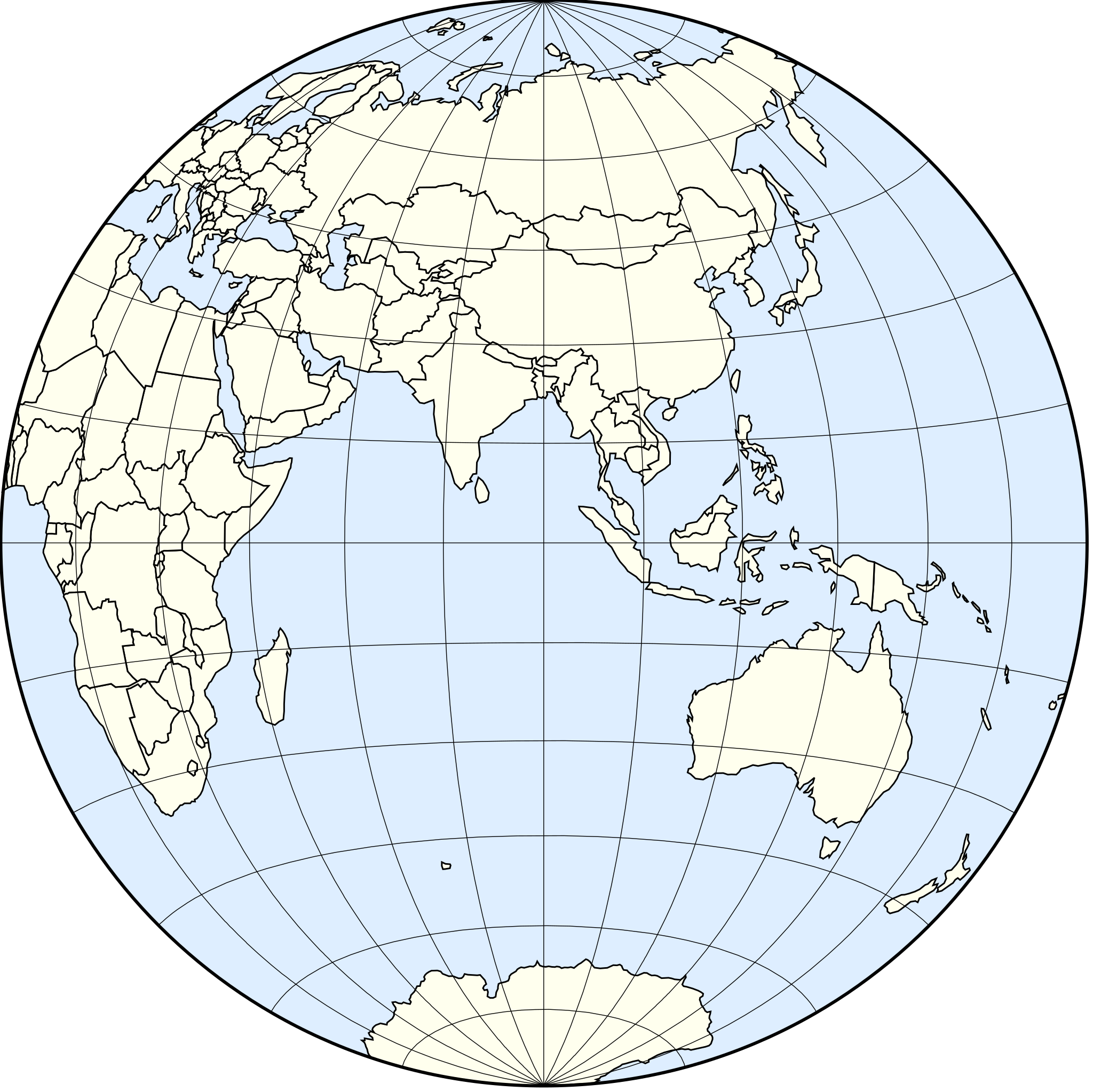
Східна півкуля.

Схі́дна півку́ля — географічний термін, яким називають земну півкулю, розташовану на схід від Гринвіцького меридіану (що проходить через місто Гринвіч у Англії) і на захід від 180-го меридіану. Може також використовуватись в неточному географічному значенні, для посилання на континенти Європи, Азії, Африки та Австралії, у протиставленні до Західної півкулі, що включає континенти Америки. Додатково, цей термін може використовуватись в культурному або геополітичному сенсі як синонім «Старого Світу».
Приблизно 85% населення світу проживає у Східній півкулі.

## Стислий огляд
Лінія, яка розділяє Східну та Західну півкулі є довільно обраною умовністю, — на відміну від екватора (уявна лінія, що проходить через середину Землі та є рівновіддаленою від обох земних географічних полюсів), котрий відділяє Північну та Південну півкулі одну від одної. Гринвіцький меридіан, розташований на 0° довготи, та 180-й меридіан (а також Міжнародна Лінія зміни дат, розташована поруч із цим меридіаном) є загальноприйнятими межами, оскільки вони відділяють східні довготи від західних. Використання такого поділу призводить до того, що частини західної Європи, Африки та східної Росії опиняються в Західній півкулі, зменшуючи таким чином придатність такого поділу для картографії, а також для геополітичних конструкцій, оскільки всю Євразію та Африку прийнято, зазвичай, відносити до Східної півкулі. Тому, часто використовують меридіани 20° зх. д. та діаметрально-протилежний йому 160° сх. д., що утворюють Східну півкулю, яка включає материкові частини Європи та Африки, але також включає незначну частину південно-східної Ґренландії (яка зазвичай вважається частиною Північної Америки) та виключає більшу частину східної Росії та Океанії (наприклад, Нову Зеландію).
Два значних регіони Антарктиди названі згідно з їхнім розташуванням усередині відповідної півкулі.